# Дамбадения
Дамбадения — остатки древнего города, который был расположен в Северо-западной провинции Шри-Ланки. Находится в 31 километре к юго-западу от города Курунегала и в 74 километрах к северо-востоку от города Коломбо, на главной дороге Курунегала — Негомбо. Город был столицей Шри-Ланки в середине XIII века.
В начале XIII века вследствие индийского военного вторжения король Виджаябаху III вынужден был отступить из предыдущей столицы Полоннарува и в 1232 году построить новый город с дворцом на вершине скалы Дамбадения. Новая столица была защищена рвом и валами, дополнительную защиту обеспечивала заболоченная местность вокруг. Во времена правления Паракрамабаху II Дамбадения находилась на пике своего развития. Король Паракрамабаху II воевал с индийским королем Калинга Магха за один из четырёх зубов, уцелевших после ритуального сожжения тела Будды Гаутамы и победил его, оставив реликвию себе. Зуб хранился в Дамбадении в храме зуба Будды (в настоящее время зуб хранится в Канди в Храме Зуба Будды). После убийства короля Виджаябаху IV новый король Бхуванекабаху I с целью обеспечения безопасности перенес столицу государства из Дамбадении в Япахуву.
В Дамбадении сохранились постройки XIII века, остатки дворцового комплекса, храм Зуба Будды, вырубленная в скале гигантская статуя Будды, шесть прудов (или плавательных бассейнов) шесть пещер, вырубленные в скалах ниши-колодцы и лестница к вершине скалы. Около двоцового комплекса также расположен храм Виджая Сундара Мая, который был построен в XVIII веке и украшен изображениями и статуями Будды и настенными росписями, также в храме находится имеется старинная ступа.
В 5 километрах к северо-востоку от Дамбадении находится деревянное здание Панавития Амбалама с резьбой по дереву, изображающей мифологических персонажей, цветочные орнаменты и бытовые сцены.